# Turn-Europameisterschaften 1977 (Frauen)
Die elften Turn-Europameisterschaften der Frauen fanden vom 13. bis 14. Mai 1977 in Prag statt. In fünf Wettbewerben konnte sich die Sowjetunion insgesamt elf Medaillen sichern.

## Teilnehmer
| - Belgien - Bulgarien - Dänemark - Deutsche Demokratische Republik - BR Deutschland - Finnland - Frankreich - Italien | - Jugoslawien - Luxemburg - Niederlande - Norwegen - Österreich - Polen - Portugal - Rumänien | - Schweden - Schweiz - Spanien - Sowjetunion - Ungarn - Vereinigtes Königreich - Tschechoslowakei |

## Ergebnisse

### Mehrkampf
|      |                    |        |
| Rang | Athletin           | Punkte |
| 1    | Nadia Comăneci     | 39.300 |
| 2    | Jelena Muchina     | 38.950 |
| 3    | Nelli Kim          | 38.850 |
| 4    | Teodora Ungureanu  | 38.700 |
| 5    | Marija Filatowa    | 38.600 |
| 6    | Marta Egervari     | 38.050 |
| 7    | Heike Kunhardt     | 37.950 |
| 8    | Ingrid Holkovičová | 37.900 |
| 9    | Steffi Kräker      | 37.750 |
| ...  |                    |        |
| 16   | Birgit Emmrich     | 36.800 |

### Gerätefinals
| Rang | Athletin          | Punkte |
| ---- | ----------------- | ------ |
| 1    | Nelli Kim         | 19.525 |
| 2    | Nadia Comăneci    | 19.500 |
| 3    | Jelena Muchina    | 19.450 |
| 4    | Steffi Kräker     | 19.325 |
| 4    | Marija Filatowa   | 19.325 |
| 6    | Marta Egervari    | 19.275 |
| 7    | Heike Kunhardt    | 19.050 |
| 8    | Teodora Ungureanu | 18.800 |

| Rang | Athletin           | Punkte |
| ---- | ------------------ | ------ |
| 1    | Nadia Comăneci     | 19.650 |
| 1    | Jelena Muchina     | 19.650 |
| 3    | Steffi Kräker      | 19.600 |
| 4    | Nelli Kim          | 19.500 |
| 5    | Ingrid Holkovičová | 19.450 |
| 6    | Marija Filatowa    | 19.300 |
| 7    | Teodora Ungureanu  | 19.250 |
| 8    | Heike Kunhardt     | 18.350 |

| Rang | Athletin           | Punkte |
| ---- | ------------------ | ------ |
| 1    | Jelena Muchina     | 19.400 |
| 2    | Nelli Kim          | 19.350 |
| 3    | Marija Filatowa    | 19.250 |
| 4    | Éva Óvári          | 19.200 |
| 5    | Birgit Emmrich     | 19.100 |
| 6    | Ingrid Holkovičová | 18.600 |
| 7    | Marta Egervari     | 18.550 |

| Rang | Athletin           | Punkte |
| ---- | ------------------ | ------ |
| 1    | Jelena Muchina     | 19.700 |
| 1    | Marija Filatowa    | 19.700 |
| 3    | Nelli Kim          | 19.550 |
| 4    | Heike Kunhardt     | 19.200 |
| 5    | Steffi Kräker      | 19.100 |
| 6    | Marta Egervari     | 18.950 |
| 7    | Ingrid Holkovičová | 18.850 |

## Medaillenspiegel
| Rang | Land        | Gold | Silber | Bronze | Gesamt |
| ---- | ----------- | ---- | ------ | ------ | ------ |
| 1    | Sowjetunion | 5    | 2      | 4      | 11     |
| 2    | Rumänien    | 2    | 1      | –      | 3      |
| 3    | DDR         | –    | –      | 1      | 1      |